# Bruno Mossa de Rezende
Pour les articles homonymes, voir Bruninho.
Bruno Mossa de Rezende dit Bruninho (né le 2 juillet 1986 à Rio de Janeiro, dans l'État de Rio de Janeiro) est un joueur brésilien de volley-ball. Il mesure 1,90 m et joue passeur. Il totalise 65 sélections en équipe du Brésil.

## Biographie
Il est le fils de Bernardo Rezende, ancien joueur international brésilien et precedent entraîneur de la France, précédemment du Brésil, et le beau-fils de Fernanda Venturini, également joueuse internationale brésilienne.

## Clubs
| Club                | De        | À         |
| ------------------- | --------- | --------- |
| Unisul São José     | 2003-2004 | 2004-2005 |
| Cimed Florianópolis | 2005-2006 | avr 2011  |
| Pallavolo Modène    | avr 2011  | mai 2011  |
| RJ Vôlei            | 2012-2013 | jan 2014  |
| Pallavolo Modène    | jan 2014  | mai 2014  |

## Palmarès

### En sélection
- Jeux olympiques (1)
  - Vainqueur : 2016
  - Finaliste : 2008, 2012
- Championnat du monde (1)
  - Vainqueur : 2010
  - Finaliste : 2014, 2018
- Ligue mondiale (4)
  - Vainqueur : 2006, 2007, 2009, 2010
  - Finaliste : 2011, 2013, 2014, 2016, 2017
- Ligue des nations (1)
  - Vainqueur : 2021
- Coupe du monde (2)
  - Vainqueur : 2007, 2019
- World Grand Champions Cup (3)
  - Vainqueur : 2009, 2013, 2017
- Championnat d'Amérique du Sud (6)
  - Vainqueur : 2007, 2011, 2013, 2015, 2017, 2021
- Copa América
  - Finaliste : 2007, 2008
- Jeux panaméricains
  - Vainqueur : 2007, 2011
  - Vainqueur : 2007, 2011

### En club
- Championnat du monde des clubs (1)
  - Vainqueur :  2019
- Championnat sud-américain des clubs (1)
  - Vainqueur :  2009
- Ligue des champions (1)
  - Vainqueur :  2019
- Coupe de la CEV (1)
  - Vainqueur :  2023
- Championnat du Brésil (7)
  - Vainqueur :  2004, 2006, 2008, 2009, 2010, 2013, 2021
- Championnat d'Italie (2)
  - Vainqueur : 2016, 2019
- Coupe du Brésil (1)
  - Vainqueur :  2007
- Coupe d'Italie (3)
  - Vainqueur :  2015, 2016, 2020
- Championnat de Santa Catarina (6)
  - Vainqueur :  2006, 2008, 2009, 2010, 2011, 2012
- Championnat de Rio de Janeiro (1)
  - Vainqueur :  2012
- Supercoupe d'Italie (1)
  - Vainqueur :  2015
- Supercoupe du Brésil (1)
  - Vainqueur :  2020